# Ambon d'Henri II

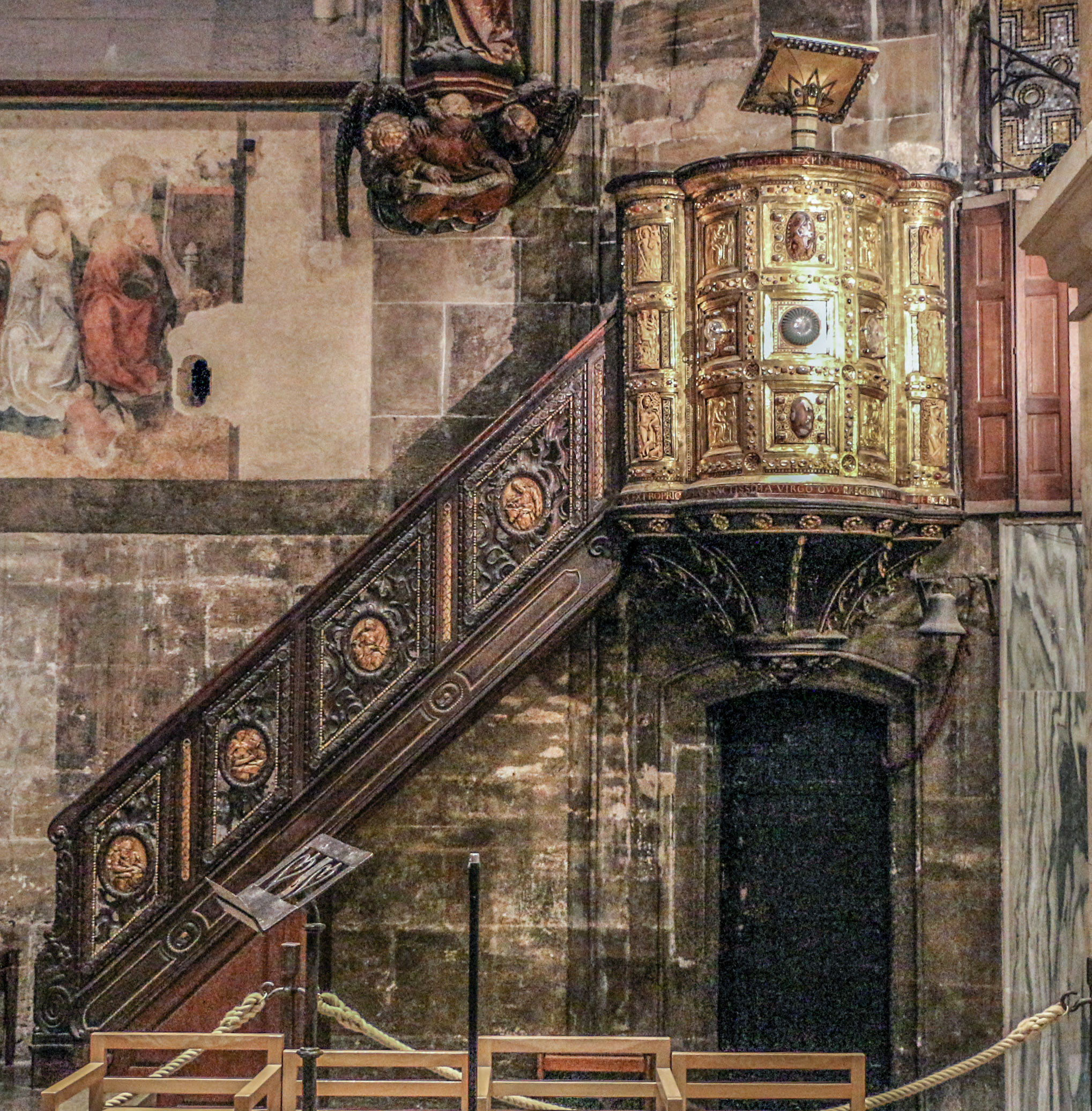
L'ambon d'Henri II et son escalier baroque. Chapelle palatine d'Aix-la-Chapelle.

L’ambon d'Henri II (en allemand Ambo Heinrichs II.), aussi connu sous le nom de chaire d'Henri (Heinrichskanzel):7,:7 est un  ambon sous forme de  chaire qu'Henri II a fait fabriquer entre 1002 et 1014 pour la chapelle palatine du palais d'Aix-la-Chapelle, maintenant la cathédrale d'Aix-la-Chapelle. C'est une des œuvres d'art les plus importantes de l'époque ottonienne.
À l'origine, la chaire se trouvait probablement dans l'axe médian de l'octogone devant le maître-autel. Après l'achèvement de l'extension du chœur de la cathédrale d'Aix-la-Chapelle en 1414, l'ambon est déplacé et monté au côté sud de la première travée. L'escalier en bois a été construit en 1782. Dans les années  1816-1817 et de 1924 à 1939, l'ambon a été largement restauré:18-31.
Lors de fêtes importantes, la chaire d'Henri II continue à être utilisé en usage liturgique.

## Description
L'ambon a un plan en forme de trilobe. La partie centrale est divisée en neuf rectangles avec bordures en filigrane serties de pierres précieuses. Des matériaux coûteux décorent ces panneaux - trois sont originaux, deux sont postérieurs à la construction. Cinq de ces rectangles contiennent des coupes, les quatre autres des reliefs des quatre évangélistes.
|  |  |  |

### Coupes centrales
Les trois rectangles de la rangée centrale comportent des coupes, deux ovales et une ronde. La hauteur de l'ensemble est de 146 cm, les deux parties latérales ont une largeur de 22 et 21 cm, la partie centrale une largeur de 115 cm. Les plaques en cuivre sont fixées sur un bâti en chêne.

Coupes centrales : éléments verticaux
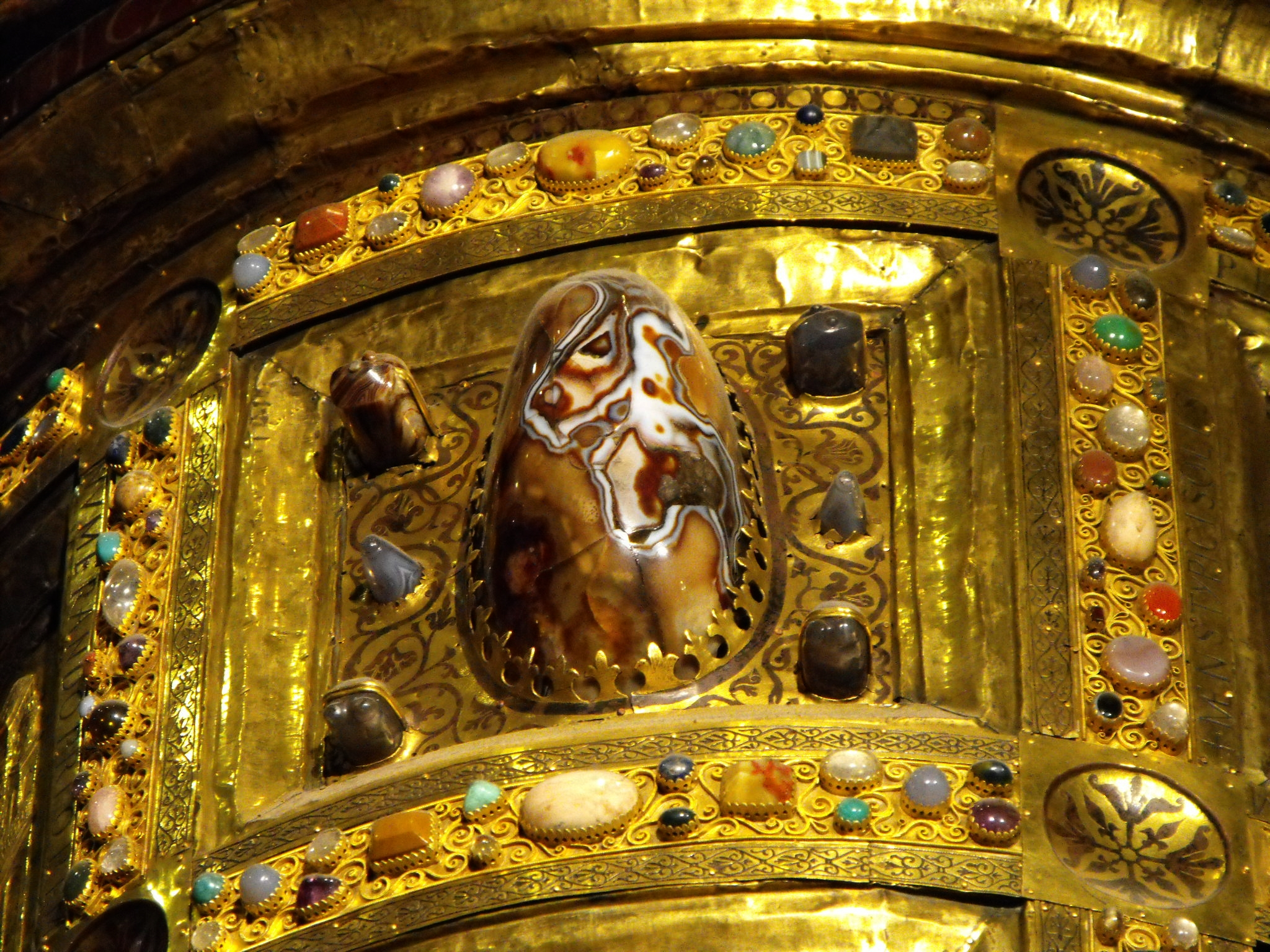
Coupe d'agate antique (milieu haut)
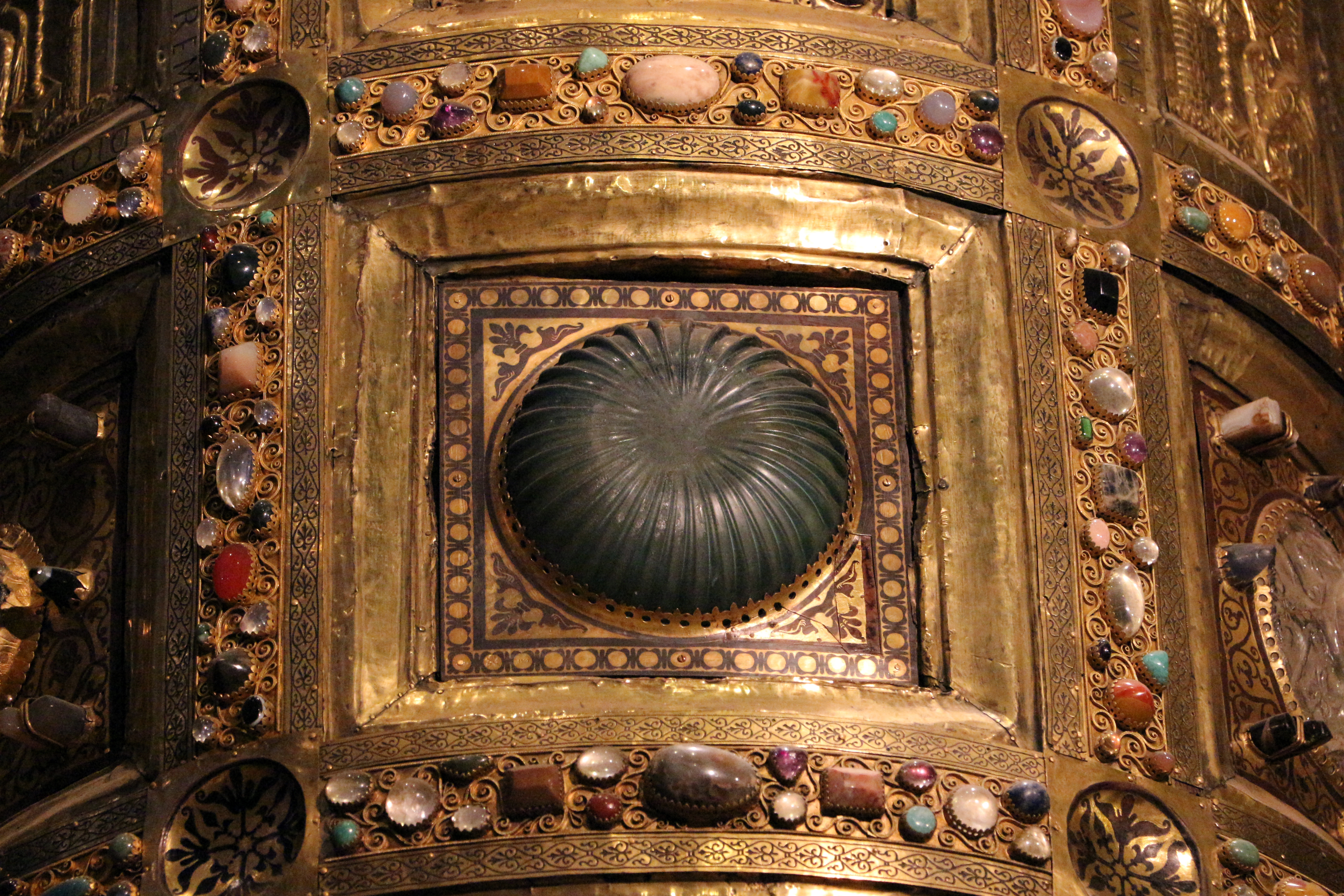
Coupe nervurée (milieu)
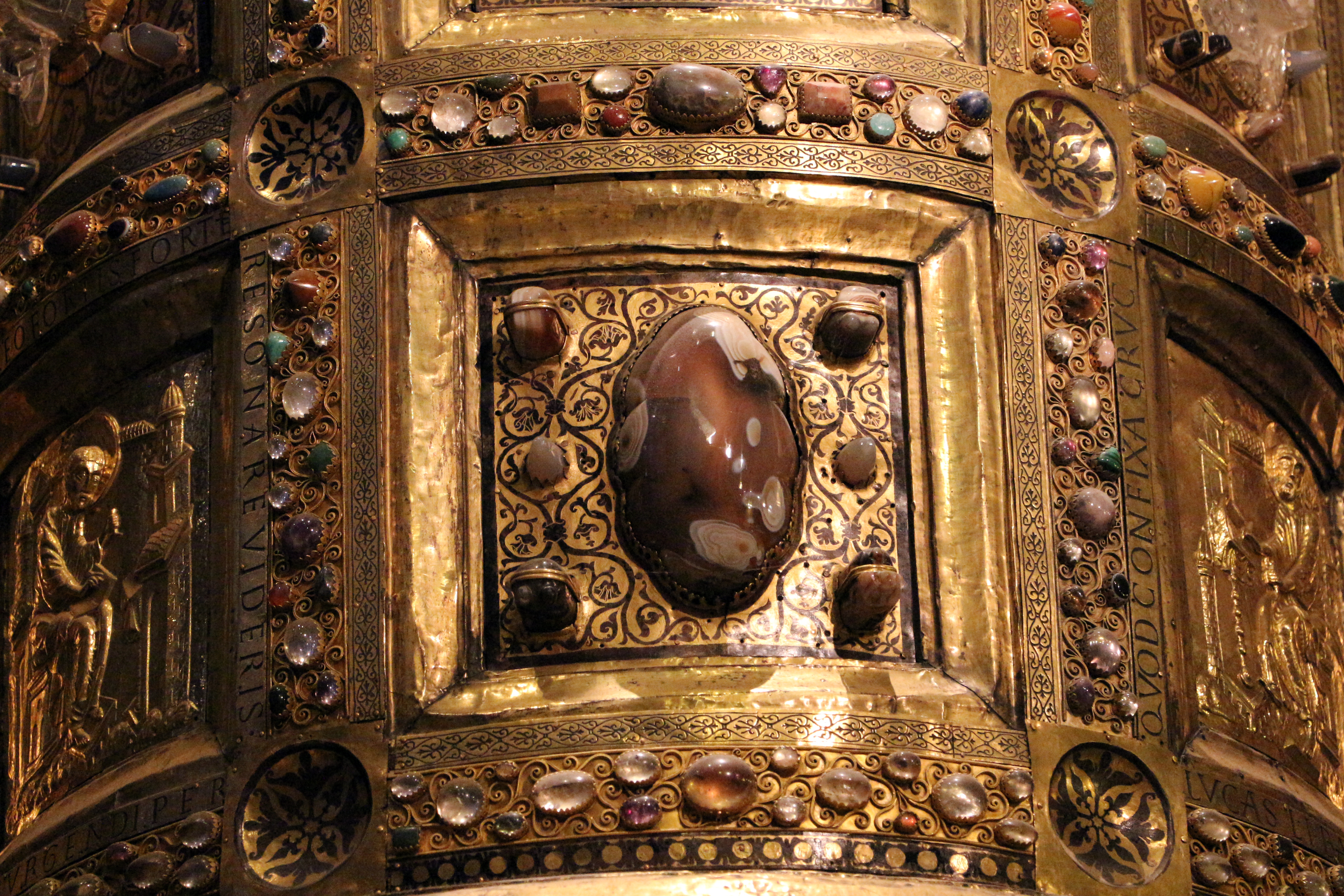
Coupe en agate (milieu bas)

Une des pièces originales est une ancienne coupe en agate, sur le panneau central, qui date probablement du IIIe   ou   IVe siècle:47. On ne sait pas comment Henri II est entré en possession de cette coupe en agate, mais des sources indiquent que des délégations byzantines lui ont apporté des cadeaux:48. Selon une étude, la coupe faisait partie de la dot de Théophano Skleraina, l'épouse d'Otton II. Il y a également une coupe en cristal de roche et un bol qui sont probablement des œuvres orientales de la fin du Xe ou XIe siècle. Les objets en cristal de roche étaient très appréciés au nord des Alpes et importés en grande quantité depuis la Méditerranée orientale:69. Un bol à nervures vertes (au centre) et un autre bol en agate entouré de pièces d'un jeu d'échecs proéminentes (au milieu de la rangée du bas) sont des ajouts ultérieurs. Vingt-sept figurines de pièces d’échecs en agate et calcédoine sont posées sur les côtés des quatre plaques de cuivre centrales et fixées avec des crochets dorés. Les pièces sont disposées symétriquement sur les côtés, à gauche à droite de la gemme centrale ; ce sont : roi, pion, valet (plaque supérieure) ; pion, pion, cavalier (les deux plaques du milieu) ; valet, pion , valet et roi (plaque inférieure).

Coupes centrales : éléments horizontaux
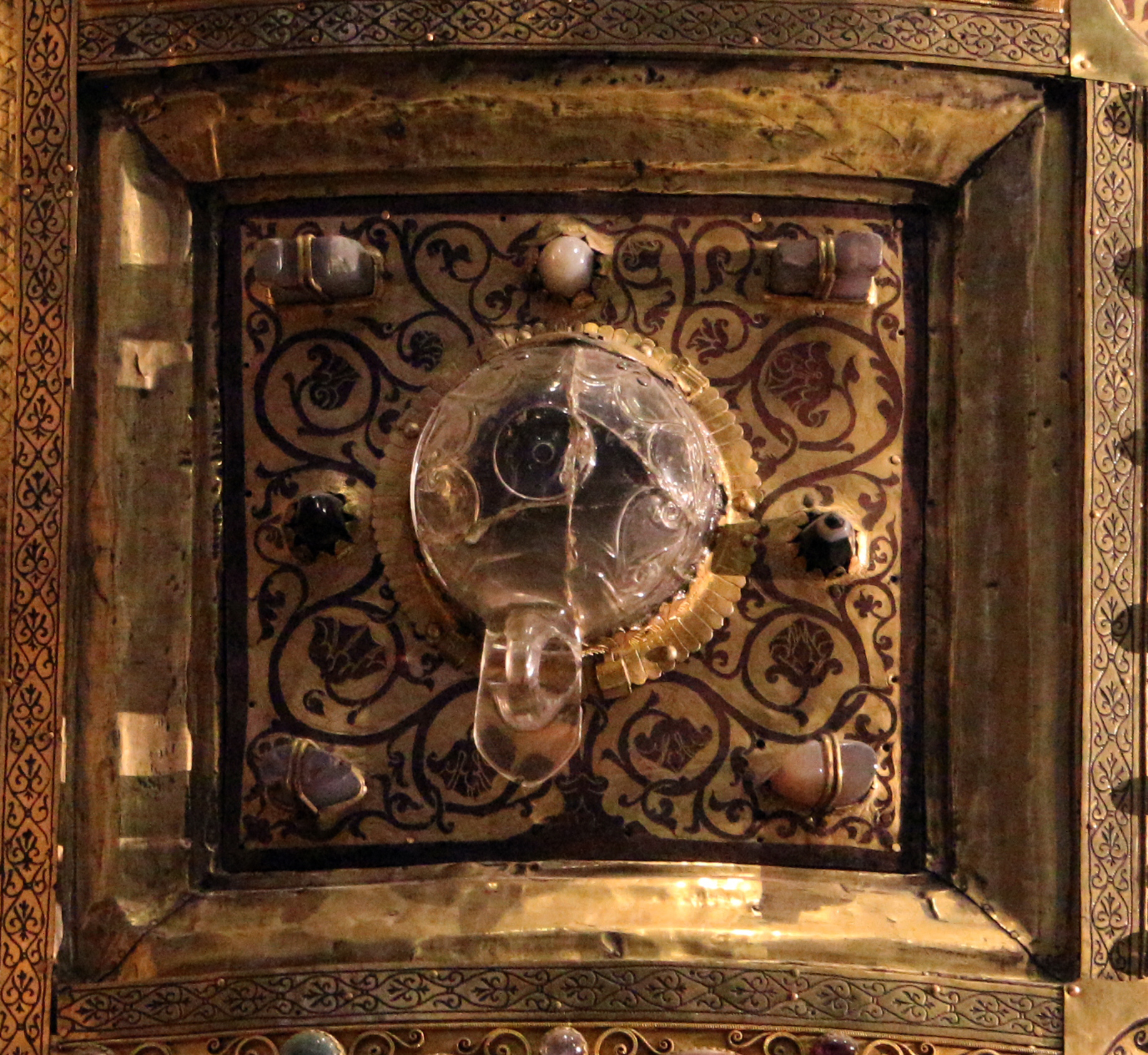
Coupe en cristal (milieu gauche)
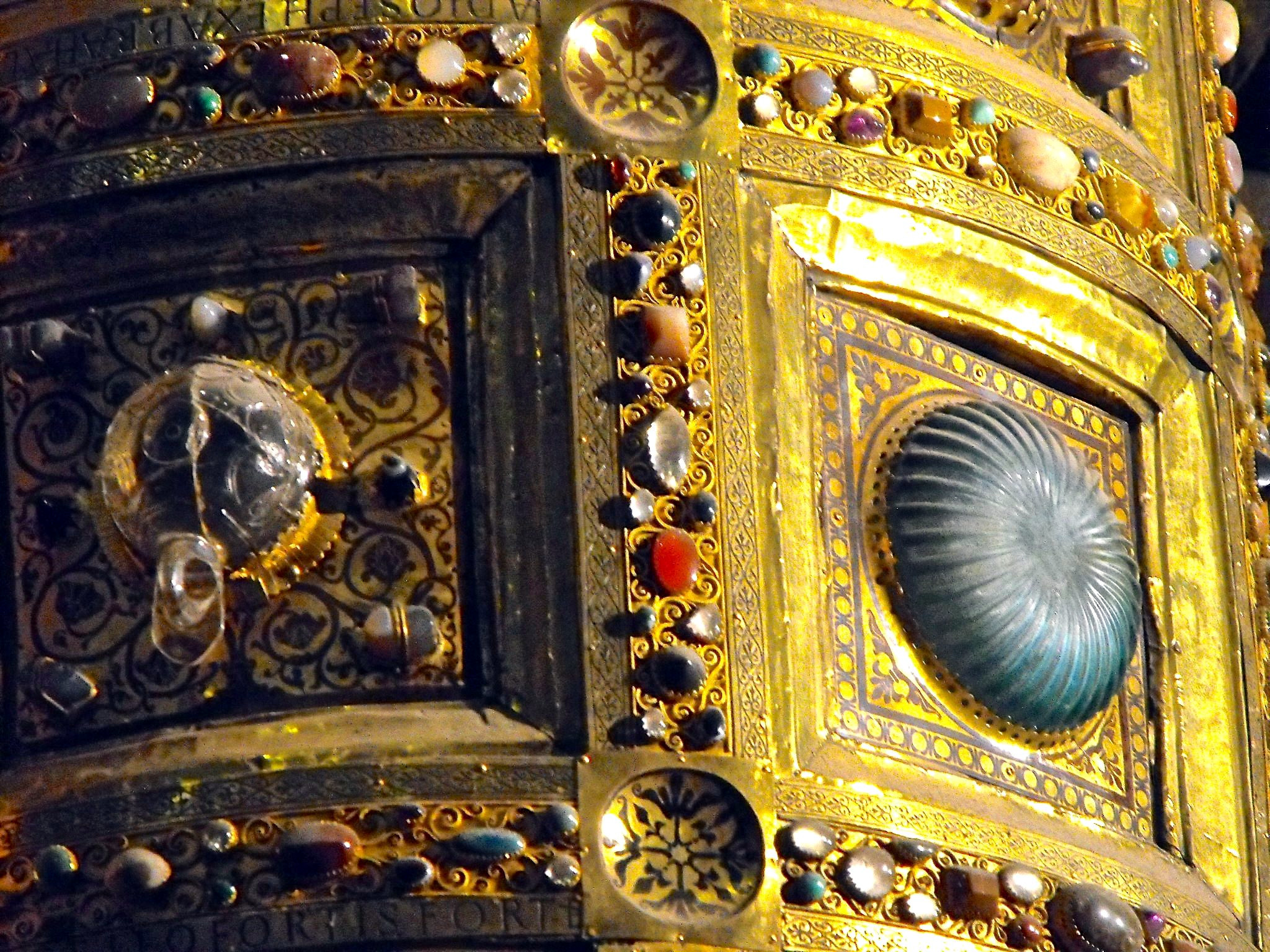
Coupe en cristal de roche (à gauche) et  coquille nervurée
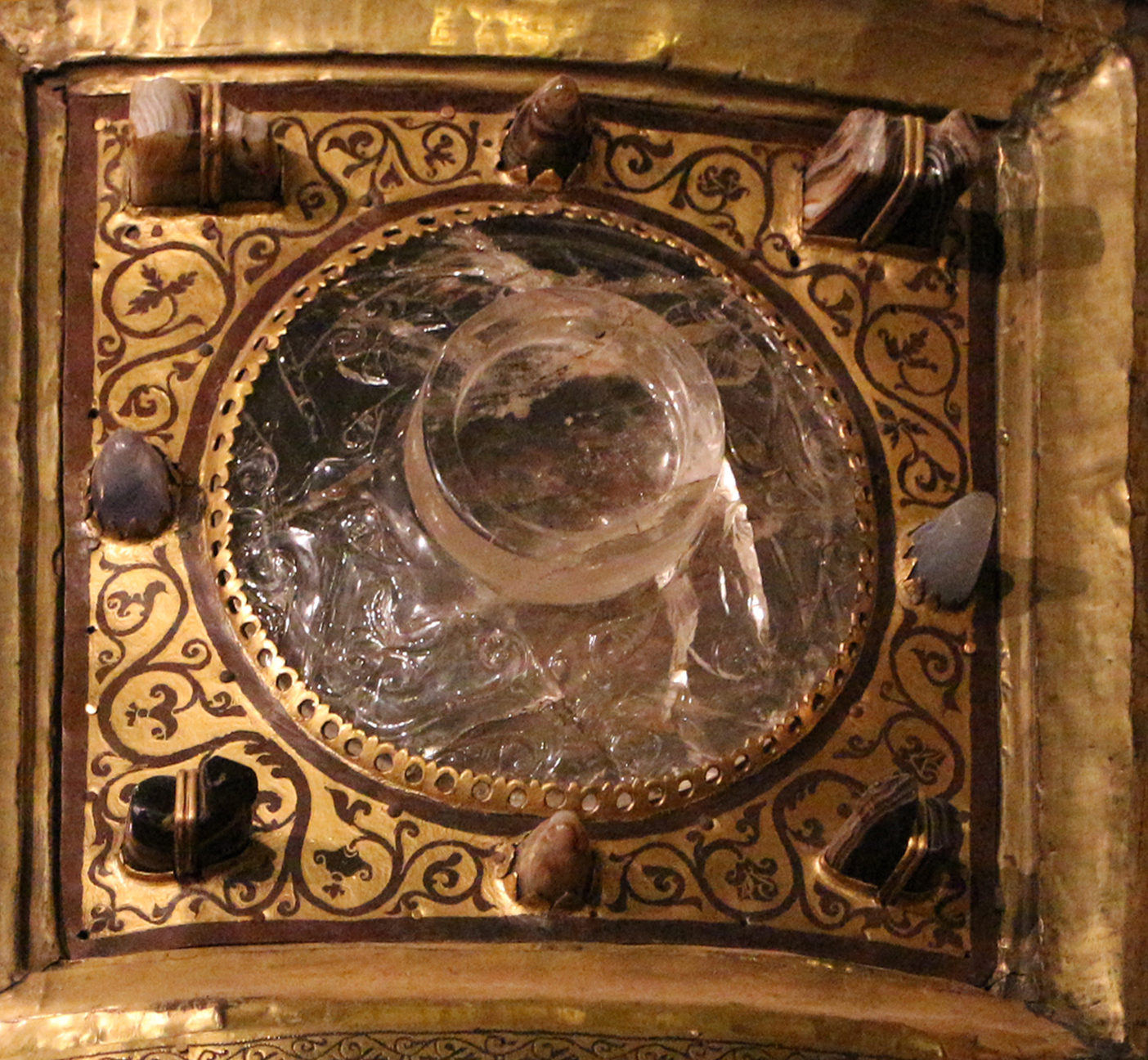
Coupe en cristal avec figurines d'échiquier (milieu droite)

### Reliefs en cuivre des quatre évangélistes
Dans les quatre autres panneaux, on trouve des reliefs en cuivre repoussé représentant les quatre évangélistes écrivant les évangiles. Seul le panneau montrant Matthieu (apôtre) (en haut à gauche) est original ; les trois autres reliefs ont été moulés à partir de modèles en plâtre dans les années 1870. Le panneau central et les renflements des colonnes de chaque côté sont décorés de bandeaux de bronze ornés de motifs de feuillage.

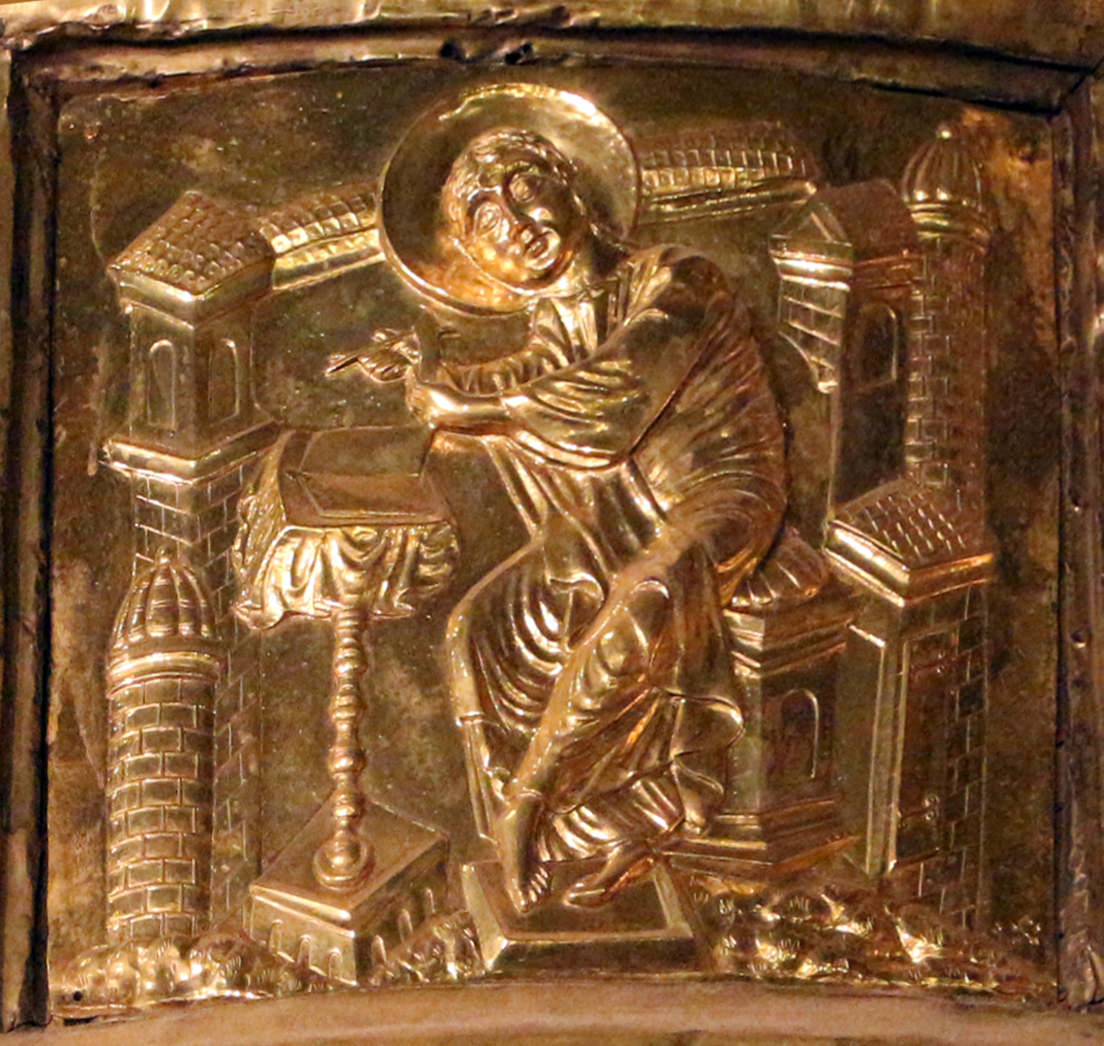
Jean
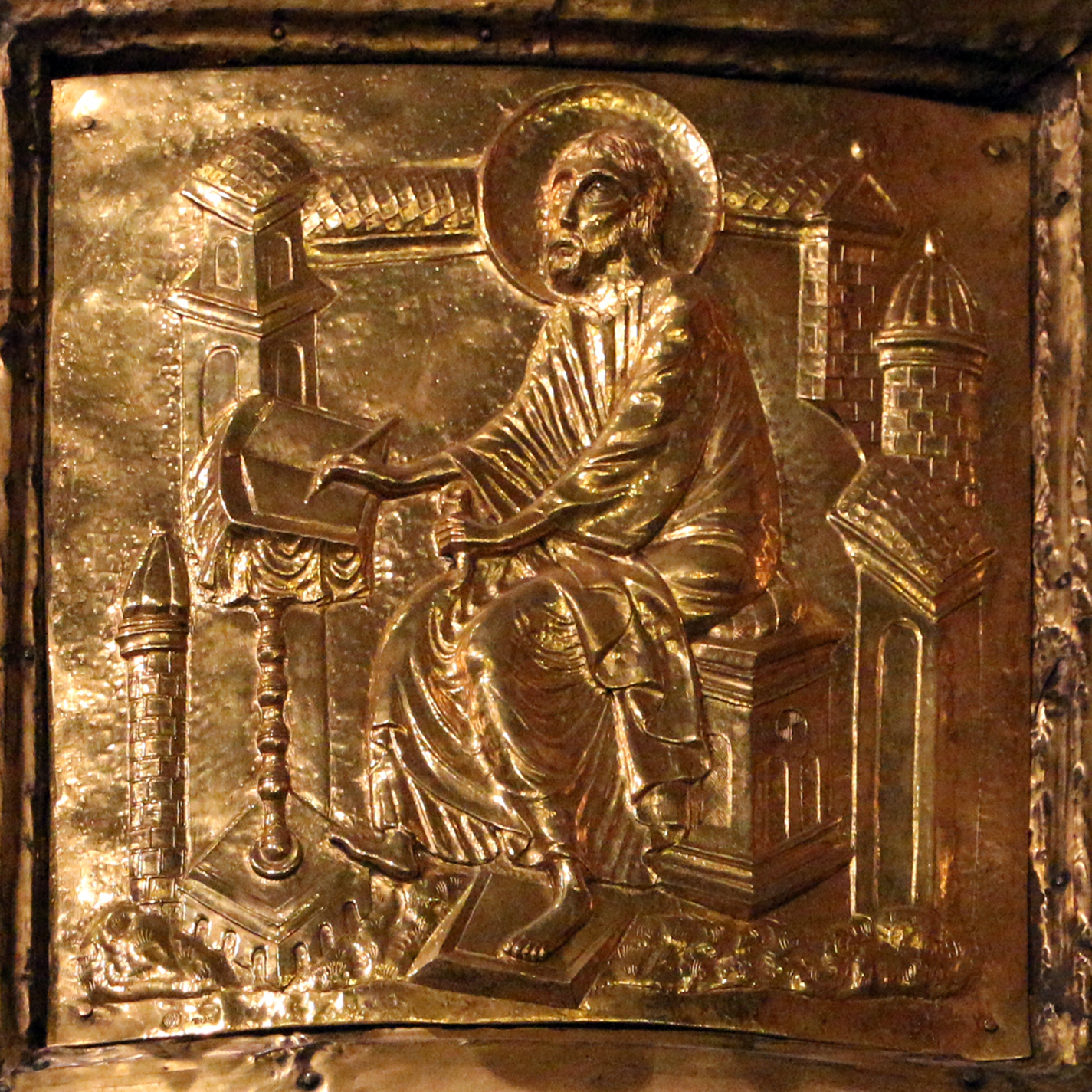
Luc
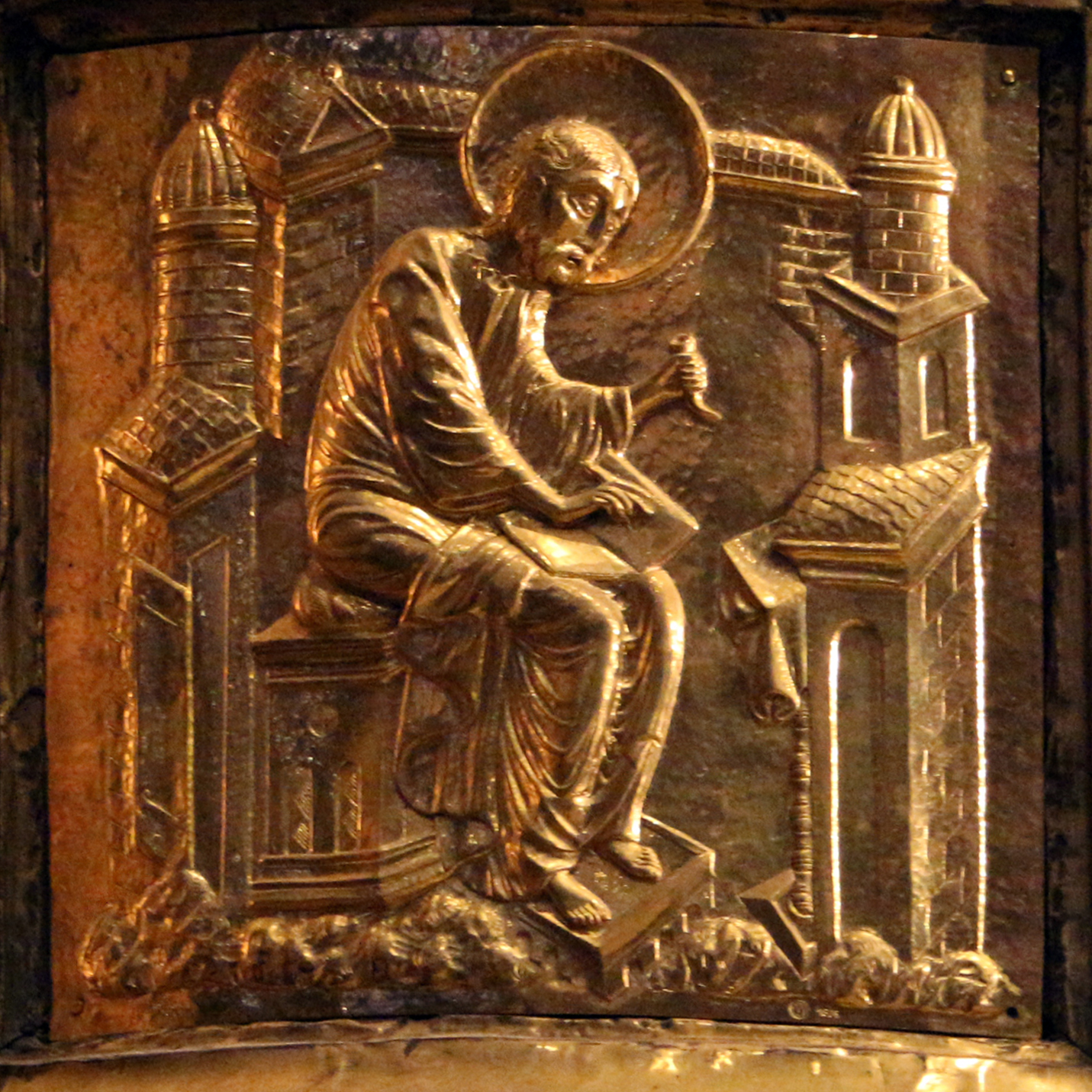
Marc
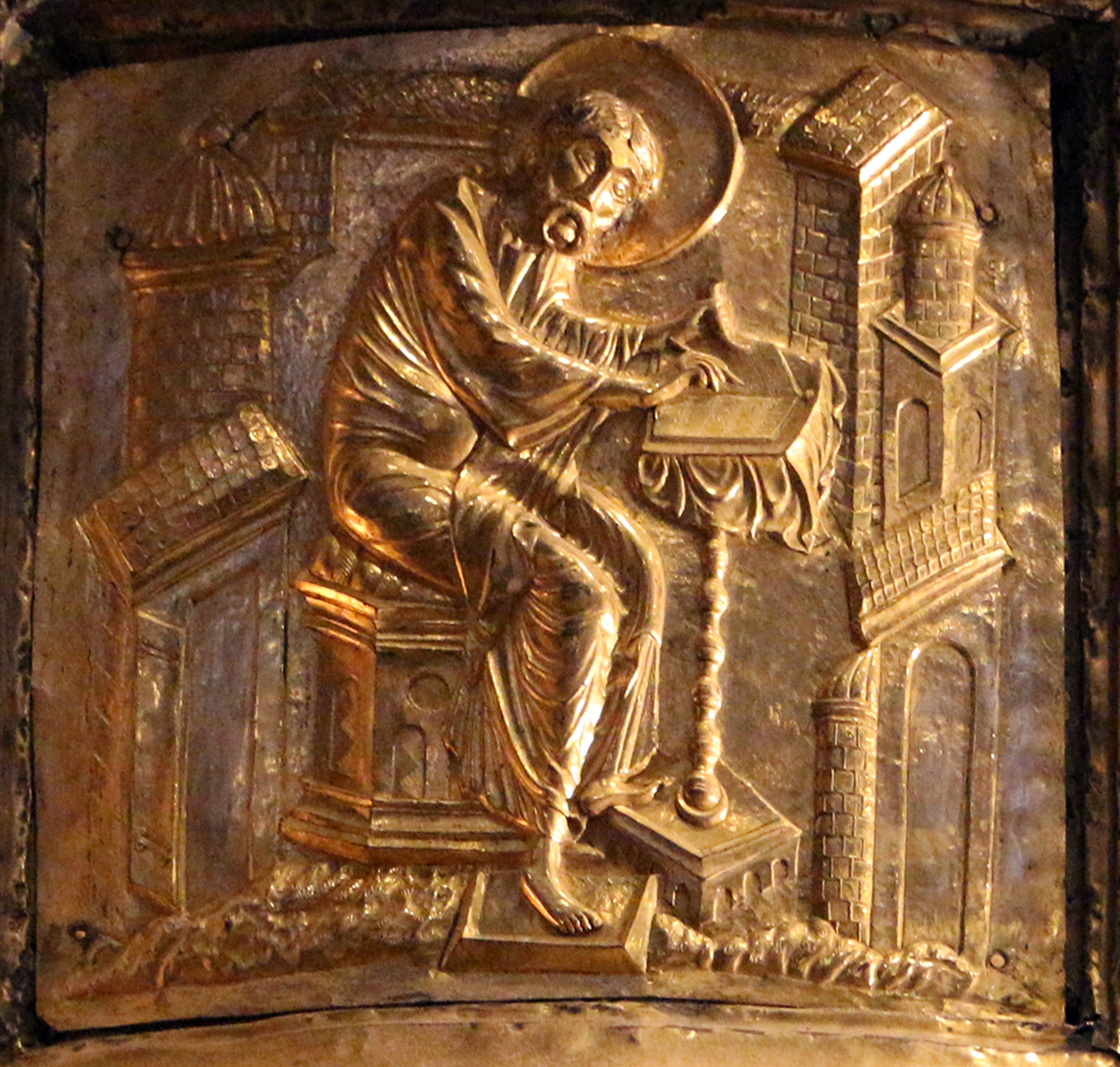
Matthieu

### Figures latérales en ivoire
Les parties latérales présentent une décoration inhabituelle de six tablettes convexes en ivoire de style d'Alexandrie ou d'Égypte byzantine du VIe siècle. Les deux tablettes supérieures de chaque côté montrent des  guerriers. Sur chacune d'elles, deux génies couronnent la figure centrale. Dans le panneau de droite, le guerrier en armure romaine se tient prêt pour la bataille ; dans le panneau de gauche, le guerrier est à cheval et enfonce une lance dans un animal qui semble un félin. Les deux tablettes de la rangée du milieu  montrent à gauche des néréides chevauchant des animaux marins, et à droite une déesse couronnée ; la personne finement vêtue tient un navire dans sa main droite et, dans sa main gauche, une corne d'abondance dont sort un petit temple contenant un enfant. Le dôme de ce temple est décoré d'anges jouant de la musique. Plusieurs interprétationss ont été proposées ; la déesse pourrait être considérée comme une personnification de la ville d'Alexandrie ou de Tyché, fille de Zeus et déesse du destin, qui contrôlerait le vaisseau de la vie,:158–159. Sa couronne et l'enfant permettent également une identification avec Isis, déesse de l'amour et de la mer, souvent représentée comme une déesse mère, tenant son fils dans ses mains:155-158. Aux pieds de la déesse, des ménades dansent au son de l'aulos et un pan joue de la flûte ; des deux côtés, les panneaux du bas représentent Dionysos, dieu grec du vin. Dans celui de droite, appuyé à une colonne, les jambes croisées, il saisit la feuille de vigne qui l'entoure et, levant un pot sur sa tête, verse en un large arc du vin dans la gorge d'un lion. Un petit ange et d'autres créatures fantastiques virevoltent dans la scène. Le dieu ivre se retrouve dans des circonstances très similaires sur l'autre des six tablettes, côté opposé.
L'utilisation de motifs et d'éléments anciens dans l'art est caractéristique de la renaissance ottonienne dont l'ambon, par son style unique, fait partie.

Figures latérales en ivoire
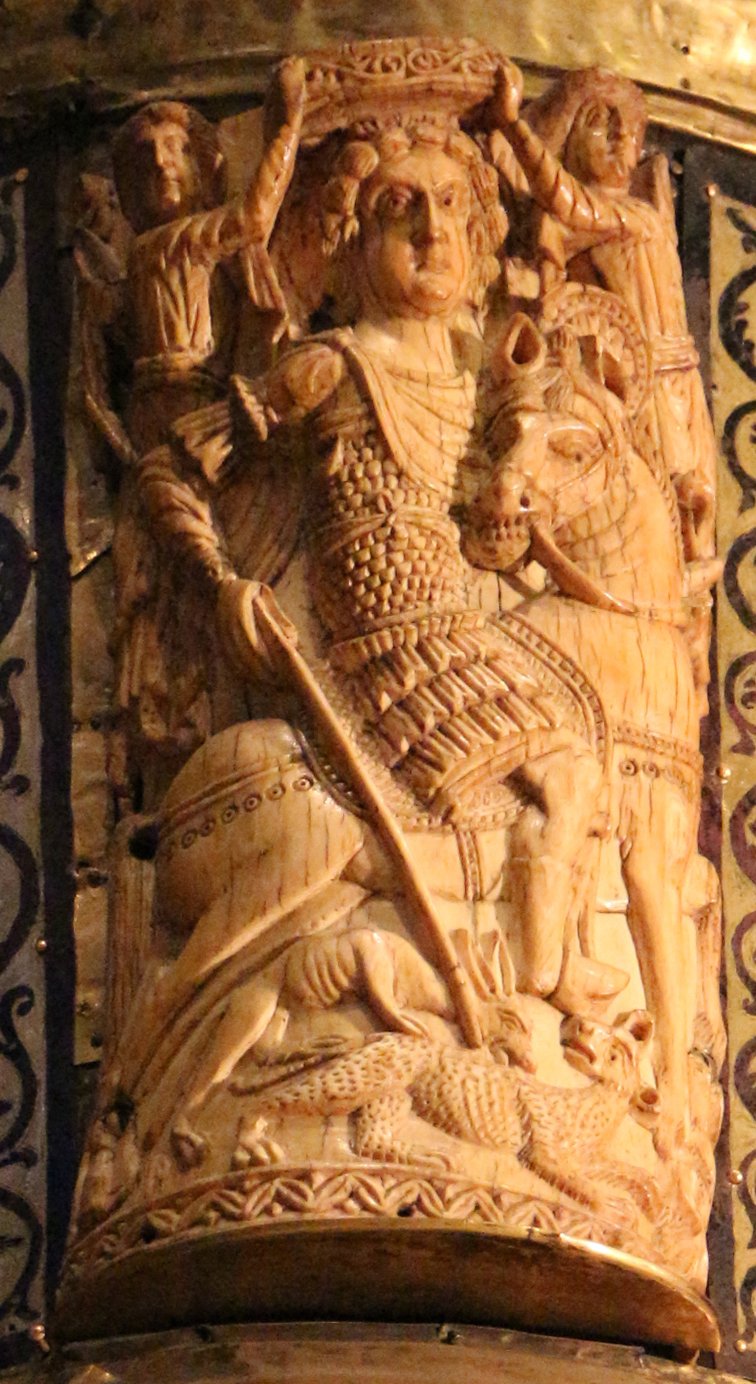
Guerrier au félin (gauche haut)
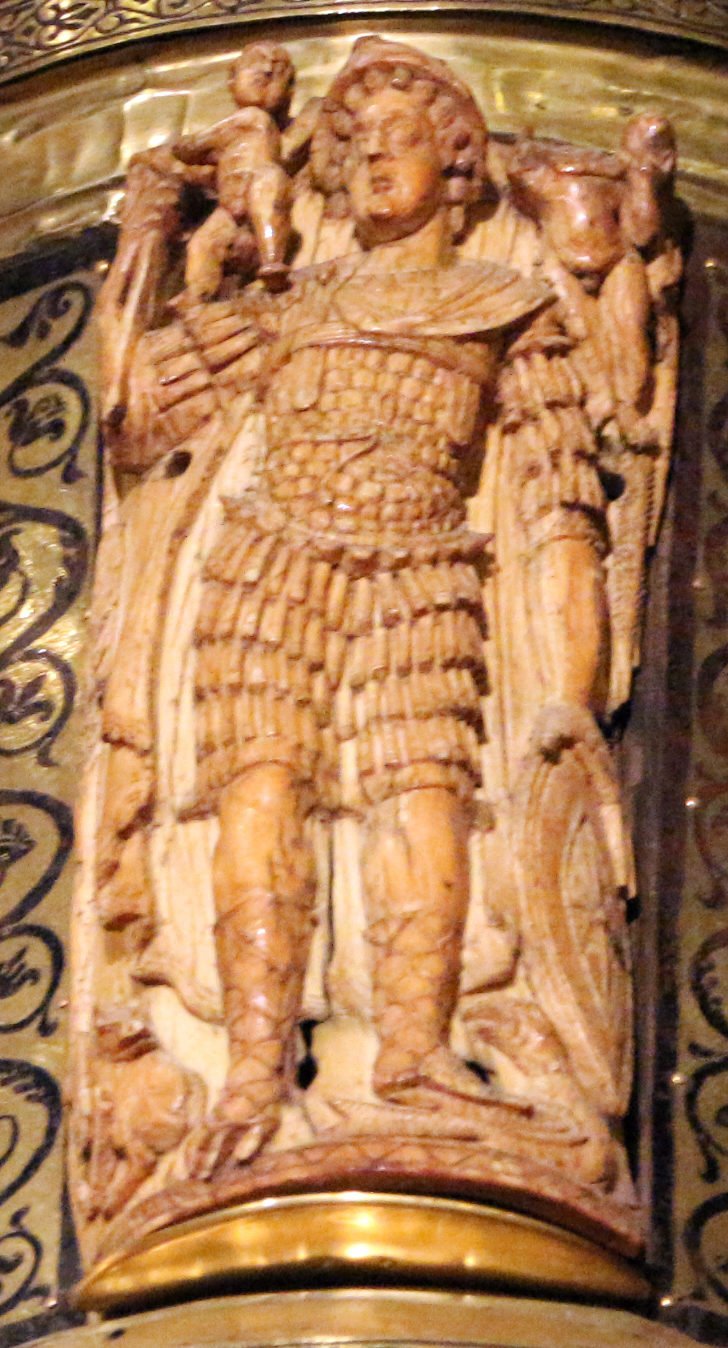
Guerrier (droite haut)
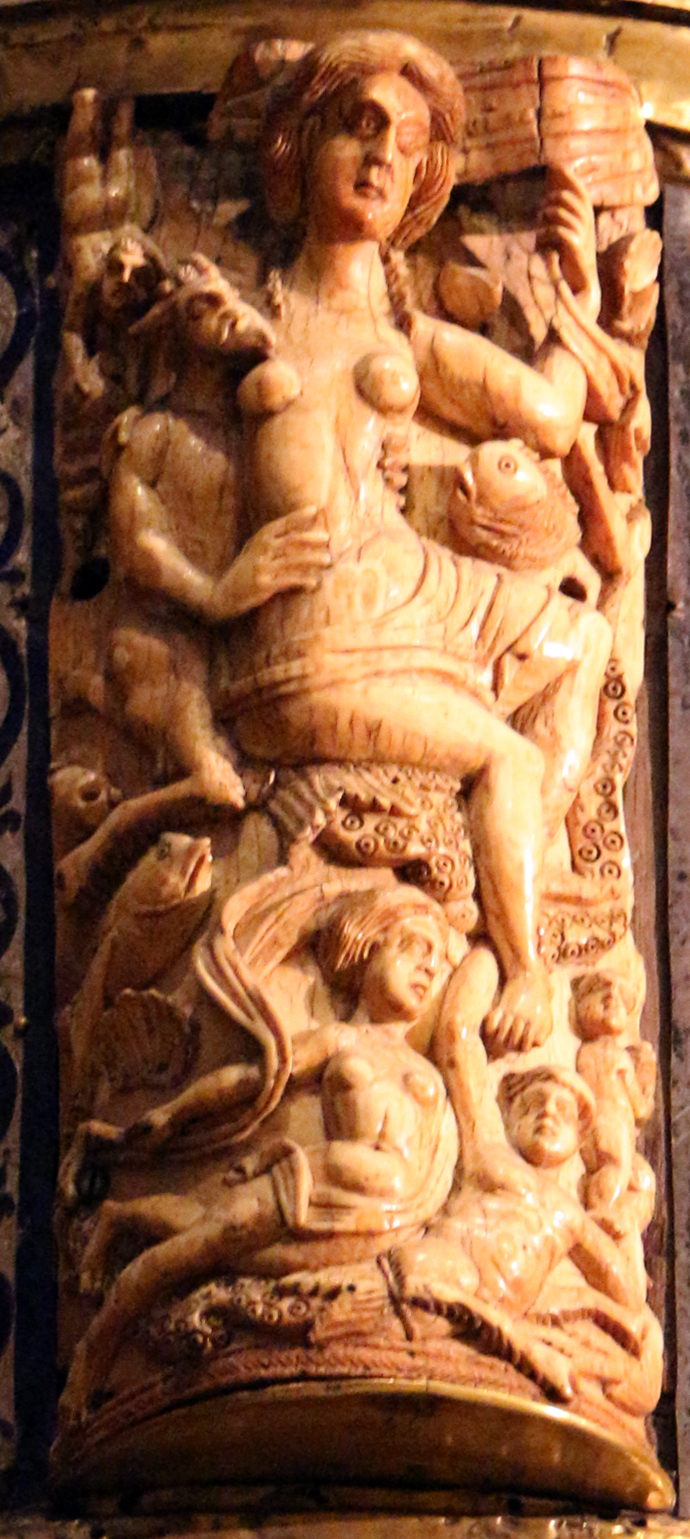
Néréide (gauche milieu)
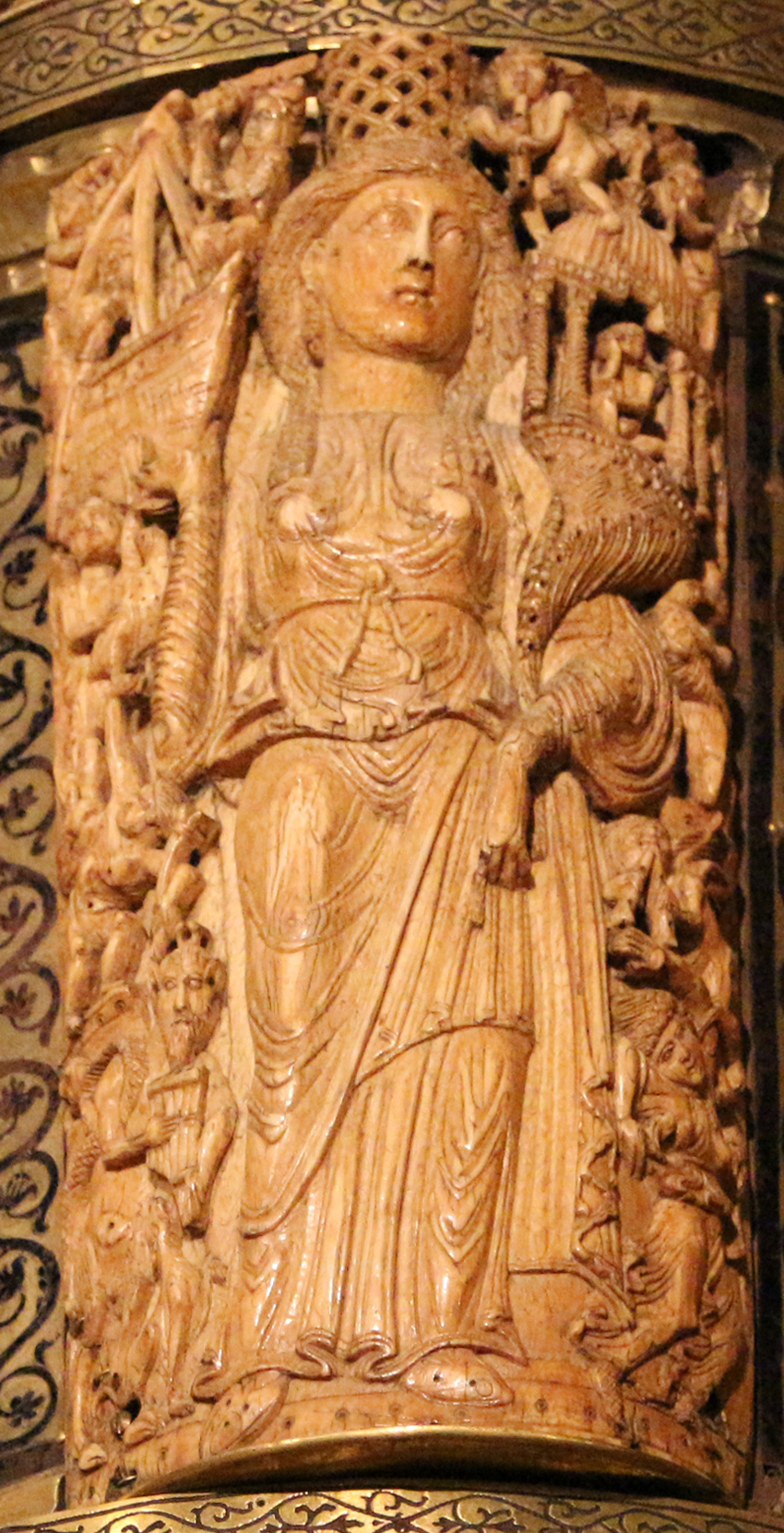
Déesse Isis (droite milieu)
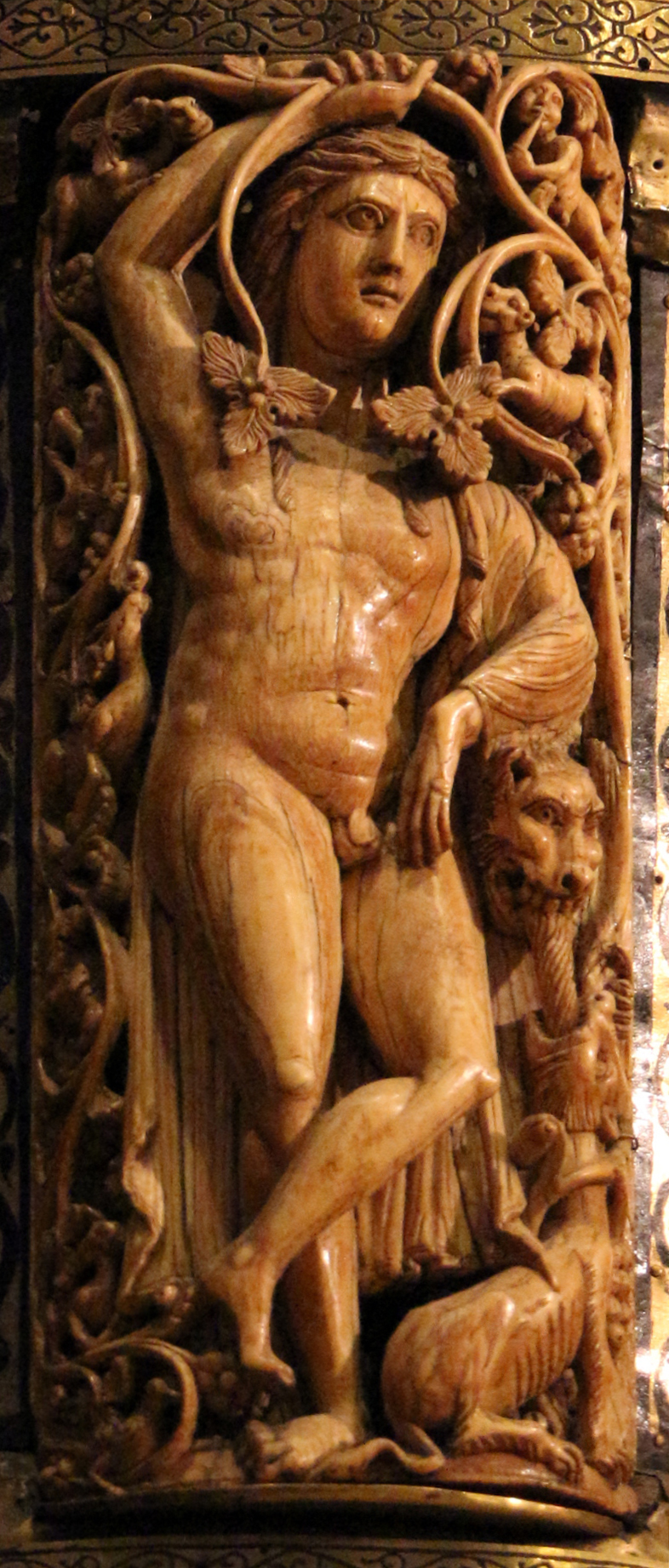
Bacchus (gauche bas)
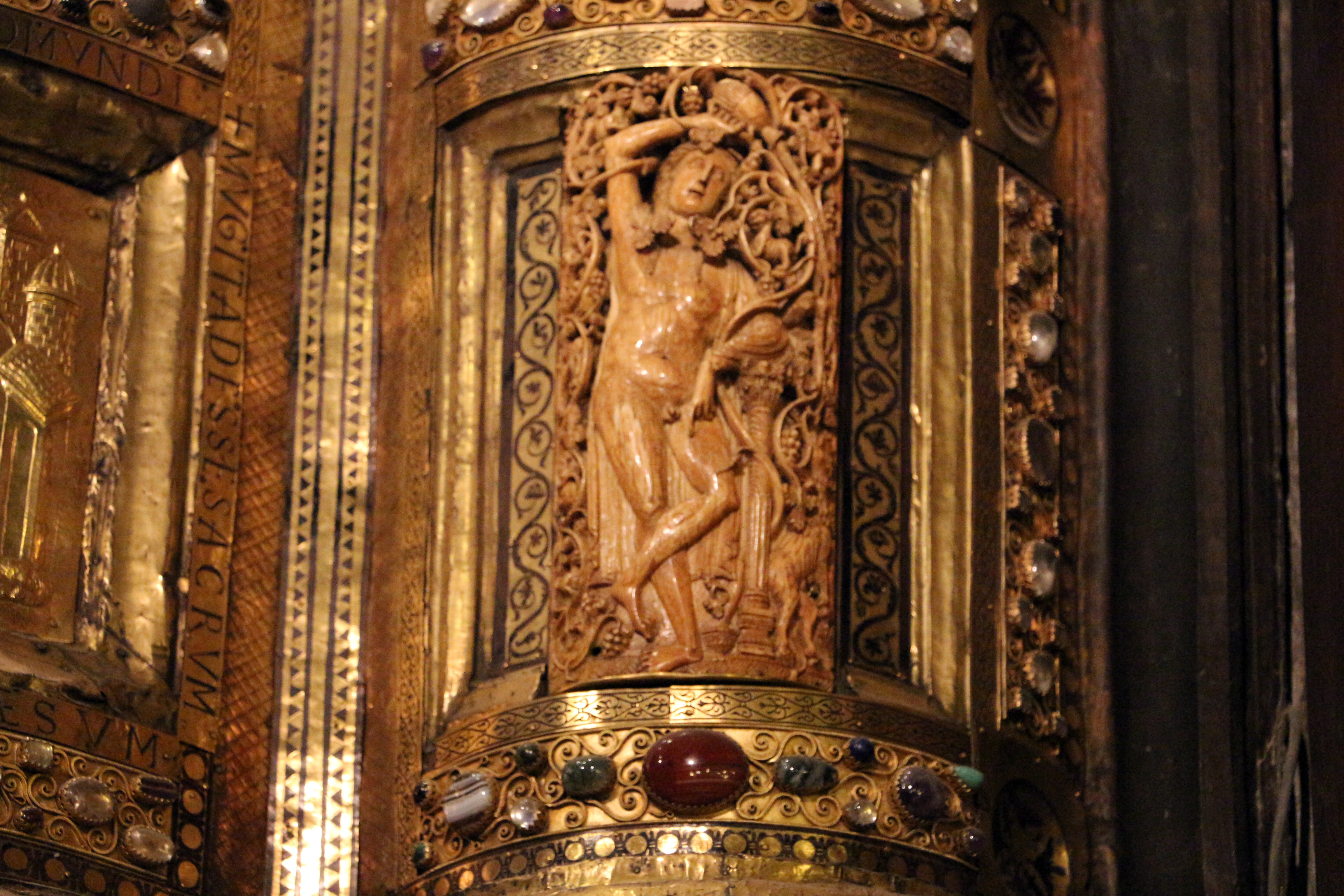
Bacchus (droite bas)

### Escalier baroque

Escalier
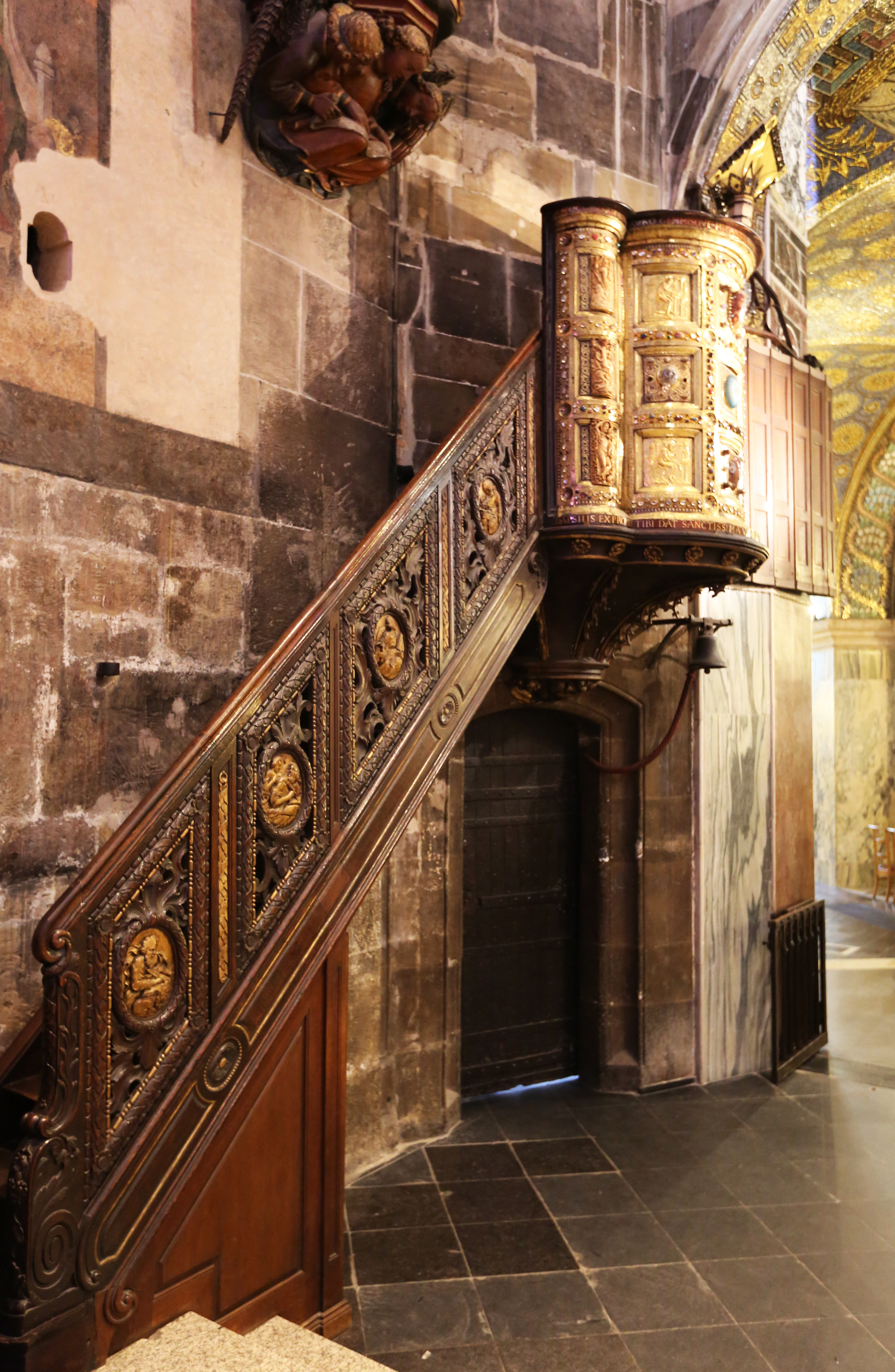
Escalier baroque
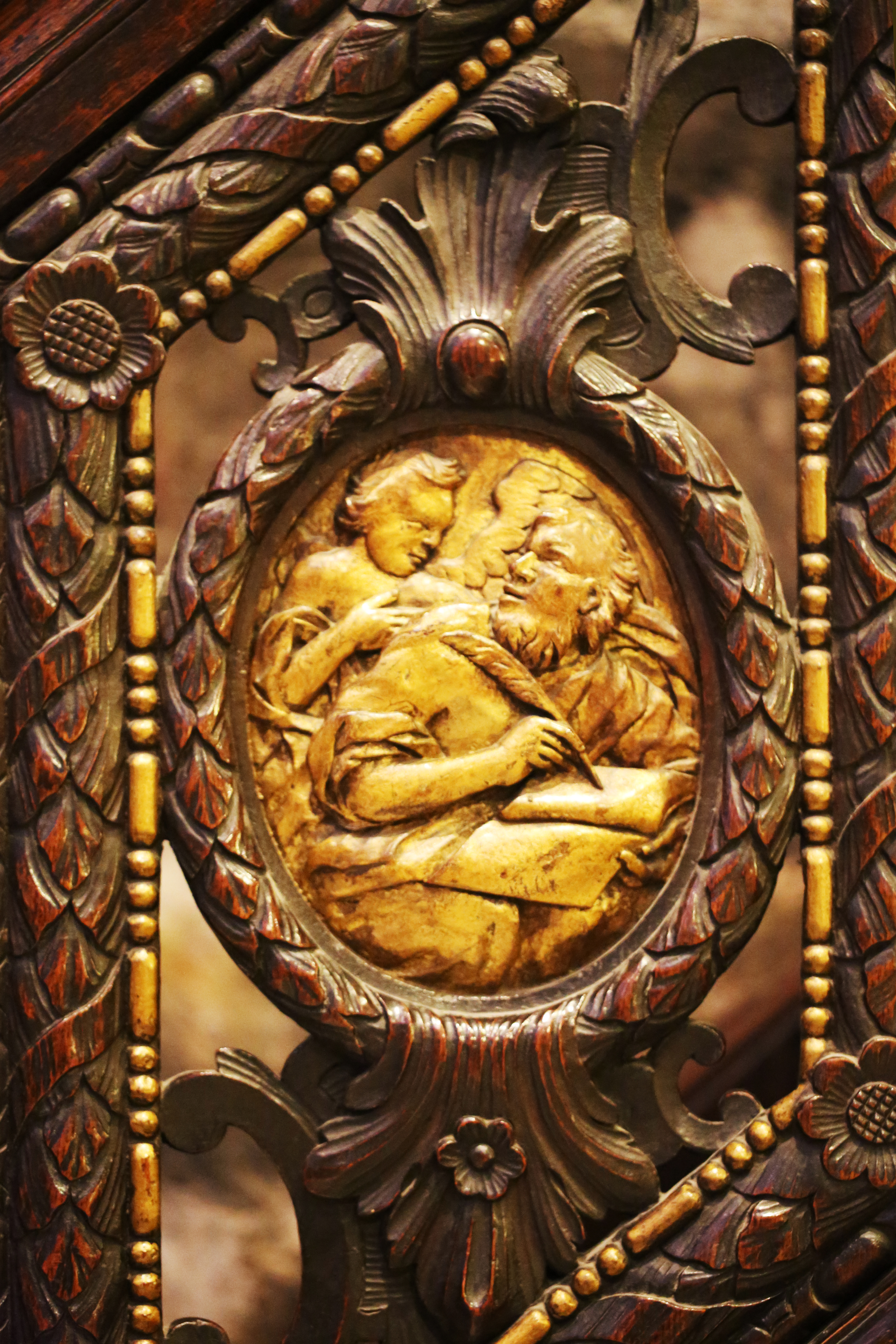
Médaillon sur le parapet de l'escalier

## Inscriptions
Sur les bords supérieurs et inférieurs de l'ambon, allant de gauche à droite, se trouve une inscription de dédicace en vers qui identifie Henri II (appelé le « Pieux Roi Henri ») comme le donateur, dans un poème de quatre vers léonins destinés à la Vierge Marie. Seuls des fragments du texte original subsistent, mais lors des restaurations en 1939, il a été possible de les restaurer à l'aide de sources écrites,. Elle se lit comme suit :
[HOC] OPVS AMBONIS AVRO [GEMMISQVE MICANTIS 

REX PI]VS HEINRICVS CELAE[STIS HONORIS ANHELVS 

DAPSILIS EX PROPRIO TIBI DAT SANCTISSIMA VIRGO 

QVO PRE]CE SVMMA TVA SIBI [MERCES FIAT VSIA] 

« Ce travail d'orfèvre de l'ambon luisant d'or et de gemmes

est l'offrande du pieux roi Henri, qui lutte pour l'honneur céleste,

à toi, très sainte Vierge, de sa fortune personnelle,

afin que, par ta prière, le Très-Haut lui fasse miséricorde. »
Les figures des quatre évangélistes sont elles-mêmes ornées de distiques en hexamètres léonins, exprimant des paroles de prière.